# Román Vlásov
Román Andréyevich Vlásov –en ruso, Роман Андреевич Власов– (Novosibirsk, 6 de octubre de 1990) es un deportista ruso que compite en lucha grecorromana. Está casado con la esgrimidora Violetta Kolobova.
Participó en dos Juegos Olímpicos de Verano, obteniendo dos medallas de oro, en Londres 2012 (categoría de 74 kg) y Río de Janeiro 2016 (categoría de 75 kg).
Ganó cuatro medallas en el Campeonato Mundial de Lucha entre los años 2011 y 2021, y cinco medallas en el Campeonato Europeo de Lucha entre los años 2011 y 2019.

## Palmarés internacional
| Juegos Olímpicos   | Juegos Olímpicos           | Juegos Olímpicos  | Juegos Olímpicos |
| Año                | Lugar                      | Medalla           | Categoría        |
| ------------------ | -------------------------- | ----------------- | ---------------- |
| 2012               | Londres (Reino Unido)      | Medalla de oro    | 74 kg            |
| 2016               | Río de Janeiro (Brasil)    | Medalla de oro    | 75 kg            |
| Campeonato Mundial |                            |                   |                  |
| Año                | Lugar                      | Medalla           | Categoría        |
| 2011               | Estambul (Turquía)         | Medalla de oro    | 74 kg            |
| 2013               | Budapest (Hungría)         | Medalla de plata  | 74 kg            |
| 2015               | Las Vegas (Estados Unidos) | Medalla de oro    | 75 kg            |
| 2021               | Oslo (Noruega)             | Medalla de oro    | 77 kg            |
| Campeonato Europeo |                            |                   |                  |
| Año                | Lugar                      | Medalla           | Categoría        |
| 2011               | Dortmund (Alemania)        | Medalla de bronce | 74 kg            |
| 2012               | Belgrado (Serbia)          | Medalla de oro    | 74 kg            |
| 2013               | Tiflis (Georgia)           | Medalla de oro    | 74 kg            |
| 2018               | Kaspisk (Rusia)            | Medalla de oro    | 77 kg            |
| 2019               | Bucarest (Rumania)         | Medalla de oro    | 77 kg            |